# Atelier van Lieshout

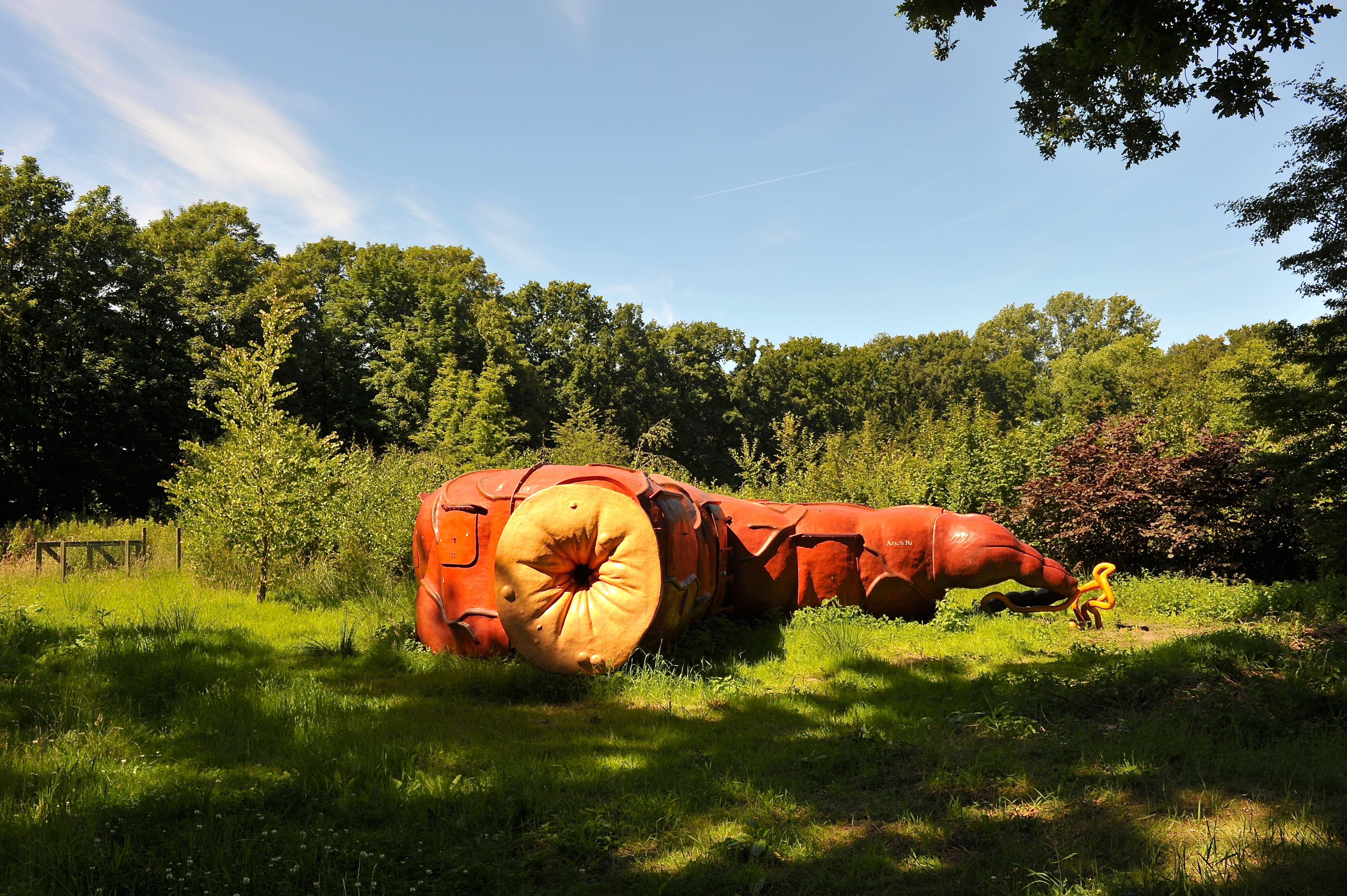
Atelier van Lieshout: BarRectum (2005)

Atelier van Lieshout (auch AVL) ist ein interdisziplinär arbeitendes niederländisches Künstlerkollektiv. Es wurde 1995 von dem Künstler und Hauptakteur der Gruppe Joep van Lieshout (* 1963) gegründet und trägt auch dessen Namen. Sitz der Gruppe ist Rotterdam.
Die oft provokativen Werke bewegen sich zwischen Installation, Happening, Bildhauerei, Design und Architektur, bis hin zu utopischen Szenarien wie Slave City, deren Bestandteile in Form von Zeichnungen, Modellen und 1:1-Ausschnitten ausgestellt werden. Immer wiederkehrende Motive und Themen in den Arbeiten des AVL sind Autarkie, Anarchie, Politik und Sex.

## Geschichte

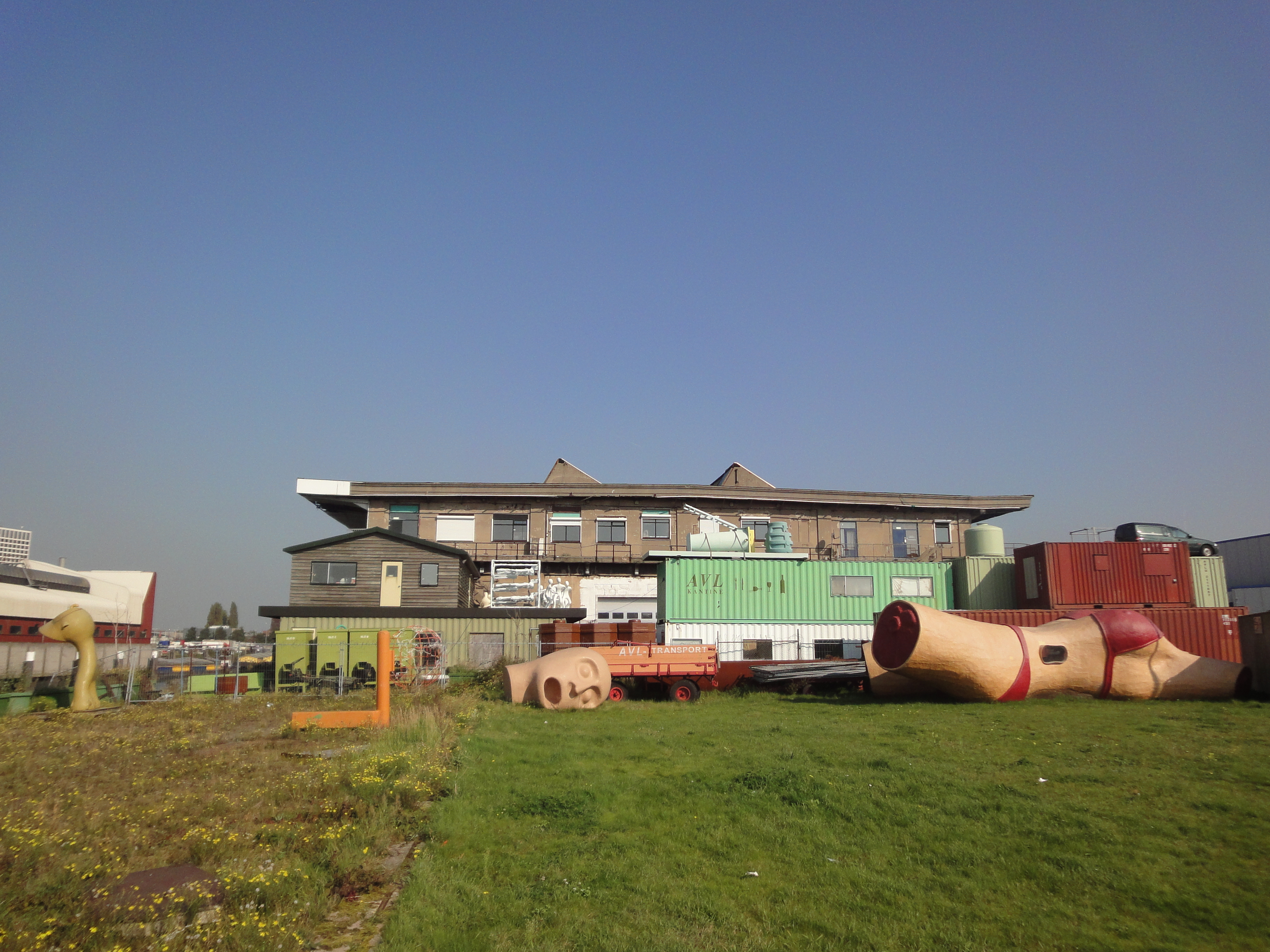
Das Atelier van Lieshout am Keileweg in Rotterdam.

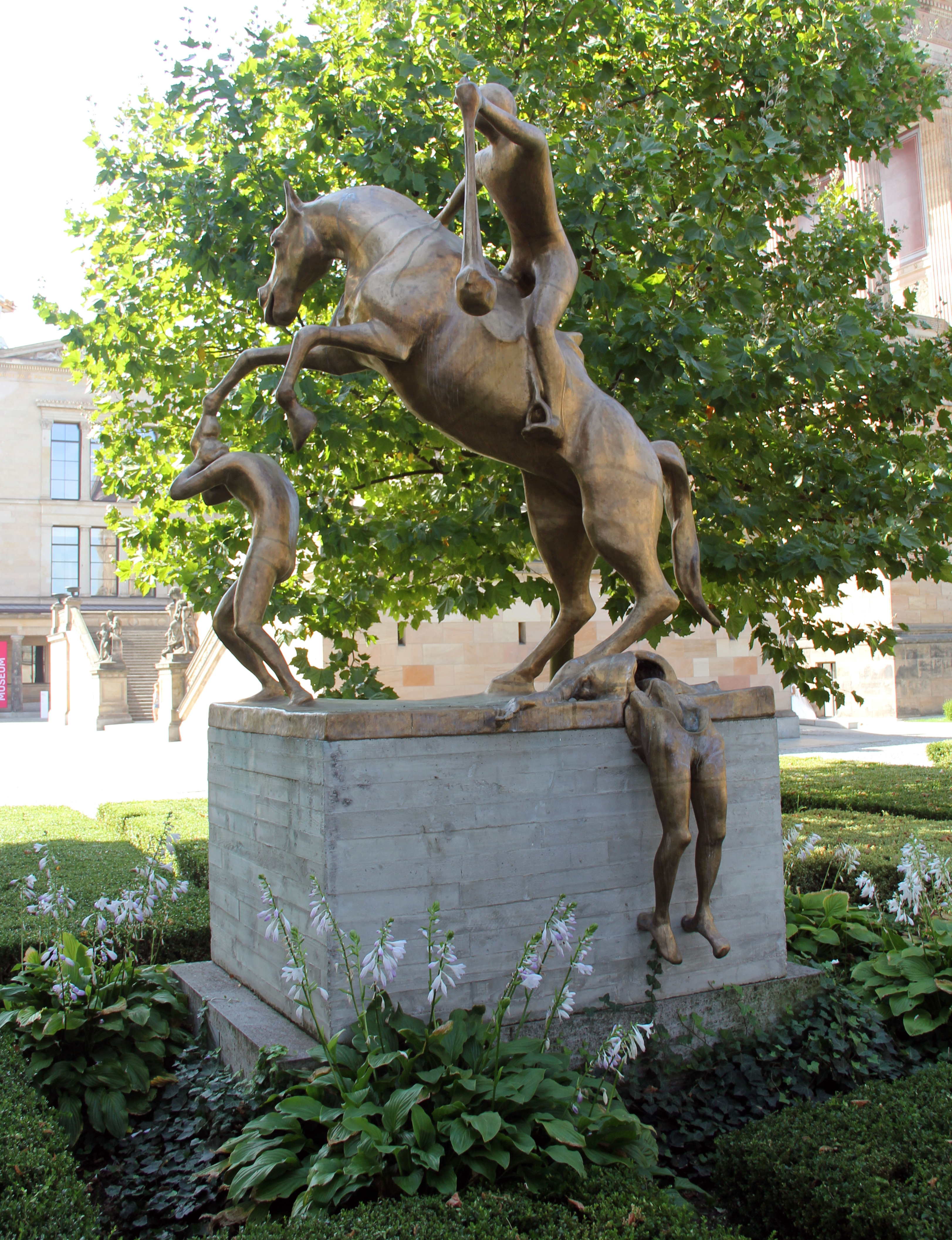
The Monument, Bodestraße 1–3, in Berlin-Mitte

1995 gründete van Lieshout das Atelier van Lieshout, um „die Rolle des Künstlers als Genie und isoliertes Individuum“ zu hinterfragen, wie er selber sagte. Ein weiterer Anlass war, dass er einen seiner Kunden zufrieden stellen wollte, der es vorzog mit einer Firma, statt mit einer Privatperson Geschäfte zu machen.
Joep van Lieshout hat ein großes Grundstück am Keileweg im Rotterdamer Hafengebiet erworben und ist der Direktor von Atelier van Lieshout (AVL). Das Hauptgebäude ist eine 15 Meter hohe Halle, in der die Werke von van Lieshout produziert werden. Viele Werkstücke sind aus farbigem Polyester, dem Markenzeichen des Atelier van Lieshout. Angestellt hat er einen Geschäftsführer, einen Vertriebsleiter, jemanden für die Öffentlichkeitsarbeit, und mehr als zehn Mitarbeiter, die in Vollzeitarbeit seine Entwürfe realisieren. Joep van Lieshout hingegen zieht es vor, zu Hause zu arbeiten, zu zeichnen und neue Ideen zu entwickeln. Zu den künstlerischen Aktivitäten von Atelier van Lieshout gehört auch Schnapsbrennen und Waffen bauen. Ein 'Schmuckstück' wurde 1995 von der Polizei beschlagnahmt, weil es gleichzeitig die Funktion eines Schlagrings und einer Pistole hatte. Ein anderes, weil es als Stichwaffe benutzt werden konnte.
Internationale Beachtung in der Kunstszene erfuhr das AVL in den 1990er Jahren mit der Herstellung mobiler, containerartiger Kleinstgebäude, die oft an mutierte Campingfahrzeuge oder Temporärbauten erinnern und das Thema Selbstversorgung, Unabhängigkeit und Bewegungsfreiheit variieren.

## Werke
Zu den Werken von Atelier van Lieshout gehören unter anderem:

### Mobile Homes (ab 1995)
Mobile Homes sind mobile Wohneinheiten. Atelier van Lieshout baut LKWs und Wohnwagen mit Holz, Polyester und verschiedenen anderen Materialien zu eigenwilligen Survival Units um. Mobile Home für Kröller-Müller (1995), Modular House Mobile (1995/96), Cast Mobiel (1996) und Autocrat (1997) sind vier dieser Units. Hausfreund II, eine aus diesen vier Arbeiten bestehende Wagenburg, wurde 1997 auf der Ausstellung Skulptur.Projekte an der Promenade in Münster gezeigt.

### Clip-on (1997)
Der Direktor des Centraal Museums Utrecht wollte eine Erweiterung der Büroräume des Museums, um dort zu arbeiten, zu schlafen und um sich zu entspannen. AVL entwarf eine Einheit von 30 m², die auf die Museumsaußenwand montiert werden konnte. Die äußere Form hat kein eigenes Design, sondern ist eine Folge der Nutzung des Innenraumes. Das Clip-On entstand in Zusammenarbeit mit Klaar van der Lippe.

### AVL-Ville (2001)
Ursprünglich war AVL-Ville 1989 als autonomer Free State Almere geplant. Das Projekt wurde in der Planungsphase nicht akzeptiert. 2001 wurde der Freistaat AVL-Ville auf dem eigenen Atelier-Gelände am Keileweg im Hafen von Rotterdam eröffnet. AVL-Ville sollte den Angestellten und ehemaligen Angestellten von Atelier van Lieshout als Ort zur Verfügung stehen, an dem sie, nach einem Jahr Werktätigkeit, eine Wohneinheit nach eigenen Wünschen realisieren dürfen, für die das Material gestellt wird. Joep van Lieshout als künstlerische Direktor und Jeroen Thomas als Direktor für Geschäfte und Finanzen übernahmen die Organisation. Bei Entscheidungen hatten die anderen Mitgliedern des Atelier van Lieshout Mitspracherecht.
AVL-Ville ist eines der größten Gesamtkonzepte von Atelier van Lieshout, das nicht nur besichtigt werden kann, sondern auch als Ort des Wohnens und miteinander Lebens dient. Es sollte ein Ort sein, an dem alles möglich ist und damit die Verwirklichung des Traums von einem autonomen Ort, der sich selbst versorgen kann. Die mobilen Wohneinheiten und Container dienten als Unterkunft, es gab einen Bauernhof (Das Pionierset), eine Krankenstation, eine Kantine, eine Brauerei, eine Wurstfabrik und eine Waffenfabrik. Der Anwalt Gerard Spong war Rechtsbeistand für die Verfassung, es gab eine eigene Währung, eine Flagge und an der Grenze stand eine Kanone. AVL-Ville zog viele Besucher an, musste aber nach einem dreiviertel Jahr die Türen schließen. Das Projekt, das sich selbst als „provokativer Gegenentwurf zu staatlicher Herrschaft und Monopol“ verstand, wurde von den Behörden nicht geduldet. Aufgrund von Erfahrungen mit Kommunen und Sekten nutzte die Gemeinde Rotterdam schon nach kurzer Zeit die Gesetze, um AVL-Ville zu verbieten. Die originalen Planungsskizzen für AVL-Ville befinden sich heute in der Sammlung des Kröller-Müller Museums.

#### Pionierset (1999–2000)
Der Prototyp des Pioniersets steht auf dem AVL-Gelände, der Bauernhof dient der Produktion von Nahrungsmitteln für das Restaurant. Das vorgefertigte Pionierset kann inklusive aller Einzelteile in einem Seecontainern transportiert und für 250.000 € erworben werden. Eine Baugenehmigung ist nicht nötig, der Aufbau nimmt ungefähr drei Tage in Anspruch. Das Set enthält eine Wohnung, einen Stall für Kaninchen, einen für Schweine, Gerätschaften und Zäune. Der Container selbst kann als Scheune verwendet werden.

### The treatment room, A-Portable (2001)
Atelier van Lieshout bekam von Women on Waves (WoW), einer niederländischen Non-Profit-Organisation, die das Selbstbestimmungsrecht aller Frauen auf Schwangerschaftsabbruch befürwortet, den Auftrag für das Design einer mobilen Abtreibungsklinik. The treatment room ist eine vollständig eingerichtete, funktionsfähige und von den niederländischen Gesundheitsbehörden geprüfte Klinik in einem Schiffscontainer. Mit dem Container an Bord eines Schiffes werden verschiedene Länder angesteuert, in denen Frauen vor unprofessionell ausgeführten Schwangerschaftsabbrüchen geschützt werden sollen. Im Hafen wird über Familienplanung und Abtreibung informiert. Frauen, die ungewollt schwanger sind, können an Bord gehen und die Abtreibung wird dann außerhalb des Küstenmeers nach niederländischem Recht von Ärzten unter professionellen Bedingungen, ausgeführt. 2001 wurde The treatment room/A-Portable auf der Biennale di Venezia ausgestellt.

### Bonnefantopia (2003)
2003 kaufte das Bonnefantenmuseum das für den Kuppelsaal konzipierte Werk Bonnefantopia an. Es handelt sich dabei um ein offenes, einstöckiges Bauwerk aus Holz, poliertem Polyester und Materialien aus dem Gerüstbau. Ein WC, Dusche, Küche, ein Bett mit Beleuchtung, Musik und Schnaps, ein Fitness-Raum und ein SM-Raum sind zu sehen. Menschliche, abstrahierte Figuren liegen, hocken und sitzen dort. Das Werk referiert auf Sportopia, das 2002 auf der 25. Biennale von São Paulo ausgestellt wurde.

### Slave City (2005–2009)
Modelle, Grundrisse und eine Sammeldusche in Originalgröße vermitteln eine erste Vision einer Stadt, die nur zu einem Zweck besteht, nämlich, um so viel Gewinn wie möglich abzuwerfen.
Professor zu sein, ist die einzige Möglichkeit, um in Slave City Geld zu verdienen. Es gibt zwei Universitäten, eine für männliche und eine für weibliche Sklaven.
Die Sklaven sind unentgeltlich in einem Callcenter beschäftigt. Bei angemessener Produktivität bekommen sie Vergünstigungen wie Höhere Bildung oder einen Besuch in einem Unisex-Bordell. Sklaven, die nicht rentabel sind, werden unfreiwillig zu Organspendern oder enden auf dem Teller der anderen Sklaven. Ist der Sklave zu beiden Zwecken nicht geeignet, findet er ein Ende als Biomasse, die zu Biogas vergoren wird. 2008 fand die Ausstellung Die Stadt der Sklaven im Museum Folkwang in Essen statt.

### The Good, the Bad and the Ugly (2015–2018)
Im Rahmen der Ruhrtriennale erschuf Atelier van Lieshout im Sommer 2015 auf dem Vorplatz der Jahrhunderthalle in Bochum eine temporäre, begehbare Großinstallation, eine Art 'Kunstdorf', das als Veranstaltungsort des Festivals dient. Der von einem Filmtitel inspirierte Titel lehnt sich an das 1998 für das Walker Art Center in Minneapolis gestaltete mobile Jugendzentrum an, dessen Traileranhänger sich nun in Bochum wiederfindet. Statt in das 'Böse', ein schwarzes kleines Haus, führt der Trailer nun über den Domestikator zu einer roten Scheune, dem Refektorium, die auf ihre Weise ebenfalls an den Mittleren Westen der USA erinnert.
Die Installation in Bochum besteht aus mehr als 20 zum Teil bereits bekannten Arbeiten des Ateliers van Lieshout und stellt damit die bislang größte Installation des Kollektivs dar. Neben dem zentralen Refektorium und dem Domestikator, der laut AVL Fragen nach der Domestizierung der Natur durch den Menschen und das Tabu der Sodomie aufgreift, finden sich Arbeiten wie der Workshop for Weapons and Bombs (1998), das Pioneer Set Farmer’s House (1999–2000), die BarRectum (2005), The Heads, Claudia & Hermann (2005), sowie der Workshop for Medicine and Alcohol (2008). Weitere Gebäude, u. a. das Hagioscoop (2012), sowie eine Auswahl von Skulpturen, u. a. Caretaker (2003), Excrementorium (2011), Panta Rhei (Teil von Ritual Objects, 2011–2012) und Canon WW1 (2012) ergänzen das Ensemble.

## Auszeichnungen
- 2009 Preis der Stankowski-Stiftung
- 2004 Kurt-Schwitters-Preis
- 2000 Wilhelmina-ring, Sculpture Award
- 1998 Mart Stam Preis
- 1997 Anjerfonds – Chabot Preis
- 1996 87. Katalogförderpreis 1996
- 1995 Bolidt Floor Concepts 1995, 1. Preis
- 1992 Prix de Rome Preis
- 1991 Charlotte-Köhler-Preis